# العين الإخبارية

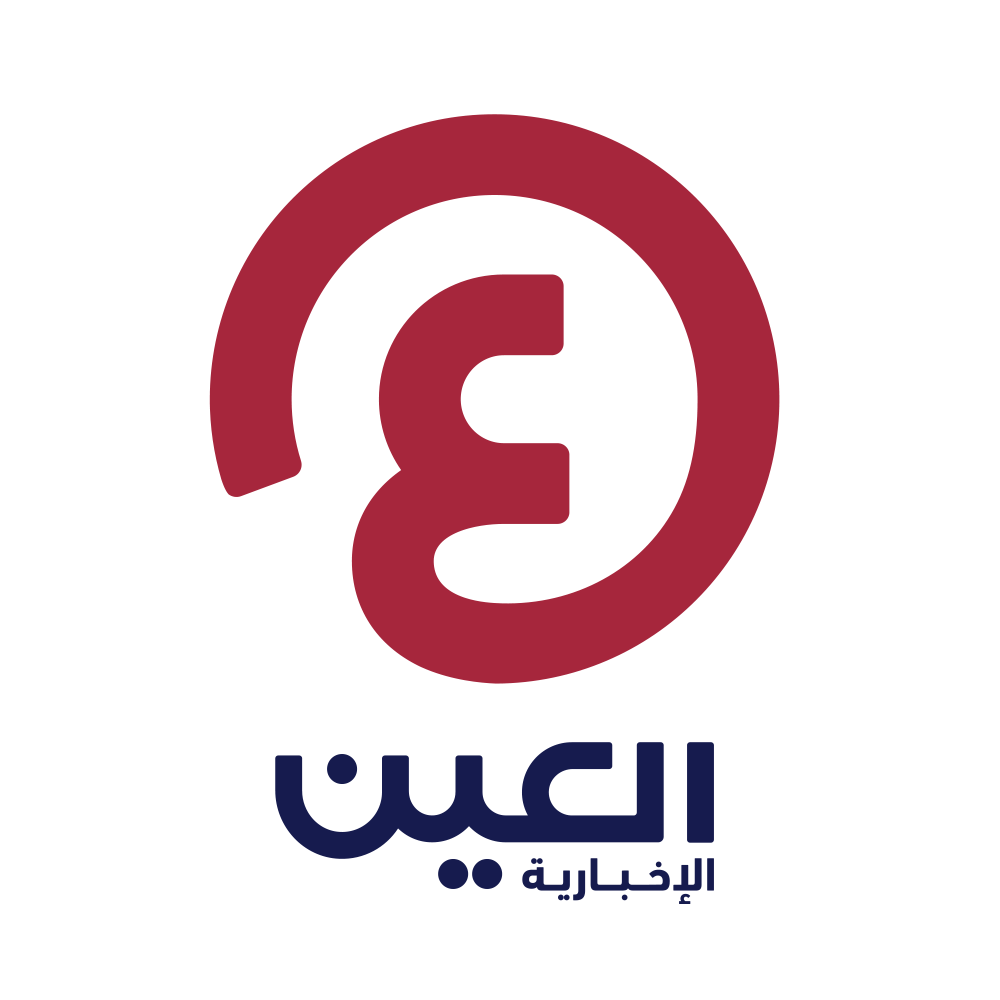
لوجو العين الإخبارية

العين الإخبارية، صحيفة إلكترونية إماراتية المنشأ، أطلقها الشيخ محمد بن راشد آل مكتوم، نائب رئيس دولة الإمارات رئيس مجلس الوزراء حاكم دبي، يوم الأربعاء 4 نوفمبر 2015، ضمن فعاليات منتدى الإعلام الإماراتي، بحضور الفريق الشيخ سيف بن زايد آل نهيان، نائب رئيس مجلس الوزراء وزير الداخلية الإماراتي.
يقع المقر الرئيسي لبوابة العين الإخبارية في توفور54 هيئة المنطقة الإعلامية بالعاصمة الإماراتية أبوظبي، وهي إحدى علامات الشركة «العالمية للاستثمارات الإعلامية منطقة حرة ذ.م.م.» (مقرها الرئيسي) في أبوظبي - الإمارات العربية المتحدة ويرأس تحريرها أحمد سعيد العلوي.
تم الاستحواذ على الشركة من قبل International Media Investments في عام 2019.

## أقسام العين الإخبارية
يوجد في العين الإخبارية 8 أقسام تحريرية هي «السياسة، والاقتصاد، والرياضة، والثقافة، والفن، والمنوعات، والتكنولوجيا، والمجتمع والصحة»، بالإضافة إلى قسم الرأي الذي ينشر يوميا العديد من المقالات للكتاب العرب.
تعتمد العين الإخبارية في الوصول إلى الجمهور على صفحات متعددة بمواقع التواصل الاجتماعي «تويتر، فيس بوك، انستجرام، سناب شات»، كما تمتلك قناة على موقع يوتيوب تنشر باستمرار فيديوهات حصرية من إنتاج قسم الاستوديو الخاص بالعين الإخبارية، سواء كان برامج أو أفلام وثائقية أو بث مباشر من المقر الرئيسي في أبوظبي، أو فيديوهات ولقاءات من شبكة مراسلي العين الإخبارية التي تغطي جميع أنحاء العالم.